# Re:結束バンド
『Re:結束バンド』（アールイーけっそくバンド）は、日本のテレビアニメ『ぼっち・ざ・ろっく!』の作中に登場するバンド「結束バンド」による1枚目のミニアルバムである。2024年8月14日にアニプレックスより発売された。

## 概要
『ぼっち・ざ・ろっく!』に登場する劇中バンド「結束バンド」は、主人公のリードギター・後藤ひとり、ドラムス・伊地知虹夏、ベース・山田リョウ、ギター/ボーカル・喜多郁代からなるバンド。各キャラクターの声はそれぞれ青山吉能、鈴代紗弓、水野朔、長谷川育美が演じた。
『劇場総集編ぼっち・ざ・ろっく! Re:/Re:Re:』の楽曲などを全6曲収録。前作「結束バンド」以降のシングルでは「光の中へ」が未収録となった。
第39回 日本ゴールドディスク大賞 アニメーション・アルバム・オブ・ザ・イヤーを受賞。

## 評価

### チャート成績
| 集計期間                                  | 順位（売上） | 順位（売上） | 順位（売上） |
| 集計期間                                  | CDアルバム   | DLアルバム   | 合算アルバム |
| ----------------------------------------- | ------------ | ------------ | ------------ |
| 1週目（8月12日 - 8月18日集計、8月26日付） | 2位          | 1位          | 2位          |
| 2週目（8月19日 - 8月25日集計、9月2日付）  | 14位         | 4位          | 13位         |

2024年8月14日に配信が開始されると、Billboard JAPANダウンロード・アルバム・チャート、オリコンデジタルアルバムランキングでそれぞれ初登場1位を獲得。『結束バンド』、『結束バンドLIVE -恒星- at Zepp Haneda (TOKYO)』に続き、結束バンドのアルバムとして3回目のデジタルアルバムランキング1位を達成した。

## 収録内容
| 全編曲: 三井律郎。出典 - |                                    |             |                    |                        |       |
| #                        | タイトル                           | 作詞        | 作曲               | 歌唱                   | 時間  |
| 1.                       | 「月並みに輝け」                   | 樋口愛      | 音羽-otoha-        | 喜多郁代（長谷川育美） | 4:07  |
| 2.                       | 「今、僕、アンダーグラウンドから」 | 北澤ゆうほ  | 北澤ゆうほ         | 喜多郁代（長谷川育美） | 4:20  |
| 3.                       | 「ドッペルゲンガー」               | 樋口愛      | 飛内将大           | 喜多郁代（長谷川育美） | 3:39  |
| 4.                       | 「僕と三原色」                     | 樋口愛      | 飛内将大           | 喜多郁代（長谷川育美） | 3:40  |
| 5.                       | 「秒針少女」                       | 音羽-otoha- | 音羽-otoha-        | 喜多郁代（長谷川育美） | 4:31  |
| 6.                       | 「Re:Re:」                         | 後藤正文    | 後藤正文・山田貴洋 | 後藤ひとり（青山吉能） | 5:07  |
| 合計時間:                | 合計時間:                          | 合計時間:   | 合計時間:          | 合計時間:              | 25:24 |

### 解説
1. 月並みに輝け
  - 配信シングル。
  - 映画『劇場総集編ぼっち・ざ・ろっく!Re:』オープニングテーマ[7]。
2. 今、僕、アンダーグラウンドから
  - 配信シングル。
  - 映画『劇場総集編ぼっち・ざ・ろっく!Re:』エンディングテーマ[8]。
3. ドッペルゲンガー
  - 配信シングル。
  - 映画『劇場総集編ぼっち・ざ・ろっく!Re:Re:』オープニングテーマ[9]。
4. 僕と三原色
  - 日本コカ・コーラが製造・販売する天然水「い・ろ・は・す」のタイアップ楽曲。結束バンドの初のアニメソング以外のタイアップ楽曲である。2024年8月1日に楽曲の制作の裏側を描いた「楽曲オファームービー」が公開された。8月26日に本曲を使用した「僕と三原色スペシャルムービー」が公開された。
  - 本来はタイアップ前提の曲ではなく、曲を作りかけていたところで「い・ろ・は・す」タイアップ楽曲と決まり、「爽やかさ、透明感」を追加し歌詞にも修正を行って完成したという[10][11]。
5. 秒針少女
6. Re:Re:
  - 配信シングル。ASIAN KUNG-FU GENERATIONのカバー。
  - 映画『劇場総集編ぼっち・ざ・ろっく!Re:Re:』エンディングテーマ[9]。

## 演奏
- 長谷川育美、青山吉能：Vocal
- 水野朔：Chorus
- 比田井修：Drums
- 高間有一：Bass
- 三井律郎：Guitar

## 外部サイト
- MUSIC | 「劇場総集編ぼっち・ざ・ろっく！」公式サイト